# William Faulkner
William Cuthbert Faulkner, nato Falkner (New Albany, 25 settembre 1897 – Byhalia, 6 luglio 1962), è stato uno scrittore, sceneggiatore, poeta e drammaturgo statunitense, insignito del Premio Nobel per la letteratura nel 1949.
Considerato uno dei più importanti scrittori del XX secolo, autore d'opere spesso provocatorie e narrativamente complesse, la sua prosa ellittica è caratterizzata infatti da una scrittura densa di pathos e di grande spessore psicologico, con periodi lunghi e sintatticamente sinuosi resi da una cura meticolosa dello stile e del linguaggio compositivi, tanto da venir considerato in vita il rivale naturale di Ernest Hemingway, che gli si oppone con il suo altrettanto celebre stile conciso e minimalista.
È ritenuto inoltre forse l'unico vero scrittore modernista statunitense degli anni trenta, per la sua capacità di riallacciarsi a quella ricca schiera di scrittori sperimentali europei quali James Joyce, Virginia Woolf e Marcel Proust, grazie al suo frequentissimo utilizzo di strumenti e modalità letterarie per l'epoca innovativi, come ad esempio il flusso di coscienza, e l'intreccio costruito mediante l'uso di punti di vista multipli ed il fitto ricorso ai salti temporali nella cronologia della narrazione.

## Biografia
Faulkner nacque William Falkner (senza la u: uno dei primi editori scrisse per errore il nome di Falkner come "Faulkner" e l'autore decise di mantenere quel cognome) a New Albany, nel Mississippi a cinquanta chilometri da Oxford, il primo di quattro figli di Murry Cuthbert Falkner (1870–1932) e Maud Butler (1871–1960). Nacquero poi i fratelli Murry Charles "Jack" (1899–1975), John (1901–1963), e Dean Swift (1907–1935). Murry Falkner si era recato a New Albany per lavorare nella compagnia ferroviaria del padre, John Wesley Thompson Falkner,  nonno dello scrittore, il quale a sua volta l'aveva ereditata dal padre, il "vecchio colonnello" William Clark Falkner, bisnonno dello scrittore, che l'aveva fondata nel 1868 chiamando il tronco ferroviario "Ripley Ship Island and Kentucky" (Ripley Railroad, ora Ripley and New Albany Railroad).
Quando William nacque, il padre era capostazione a New Albany e in seguito, nominato amministratore della compagnia, si trasferì con la famiglia a Ripley. Quando il 24 settembre 1902 il padre fu costretto a lasciare il posto perché la ferrovia era stata venduta dal nonno di William, la famiglia si trasferì a Oxford, dove il nonno si interessò di allevamento, divenne rappresentante della "Standard Oil", di un frantoio di semi di cotone, di una fabbrica di ghiaccio e di una ditta di ferramenta, fino a ottenere, nel 1918, la carica di segretario e amministratore dell'Università del Mississippi.

### Gli anni dell'infanzia
A Oxford, i Falkner erano andati a vivere vicino ai genitori materni e paterni, e assunsero una domestica, Caroline Barr (detta "Mammy Callie") che insegnò ai ragazzi i nomi delle piante e degli uccelli e raccontava storie. William divenne amico della cugina Sallie (nata nel 1899), ma soprattutto di Estelle Oldham, figlia dei vicini, compagna di giochi, suo primo amore e più tardi, dopo altre relazioni, sua moglie.
L'infanzia del piccolo William fu lieta e le esperienze fatte nell'ambiente del profondo Sud aiutarono il formarsi del suo mondo fantastico.
Egli trascorreva molto tempo con il padre accanto ai recinti dei cavalli e, quando ebbe l'età per cavalcarlo, gli venne regalato un pony. Con il padre esplorava la natura, girando per i boschi e osservando con occhio sempre più attento l'impoverimento dovuto allo sfruttamento economico, ma si dava anche alle letture esplorando la letteratura di Melville, Twain, Shakespeare, Conrad, Joel Chandler Harris o Sherwood Anderson.
Iniziò allora l'interesse per gli ex schiavi neri che vedeva umiliati per la discriminazione razziale e soprattutto la passione per tutti i miti e le leggende della sua terra, alla quale lo scrittore s'accostò ascoltando le storie sulla sua famiglia e in particolare sul bisnonno, William Clark Falkner.

### La nascita della tradizione letteraria di famiglia

#### Il bisnonno
Il bisnonno era stato una figura importante nella storia dello Stato: era giunto nel Mississippi, nella contea di Tippah a Ripley nel 1839, dopo essere fuggito da casa a soli 14 anni per raggiungere uno zio che gli aveva fatto in seguito studiare giurisprudenza; aveva combattuto durante la guerra civile per i confederati con il grado di colonnello e aveva guidato nel 1861 la battaglia di Manassas (Virginia), chiamata dai nordisti di Bull Run; aveva costruito una ferrovia e dato il proprio nome, Falkner, a una cittadina della vicina contea.
Si era sposato, aveva visto morire la moglie in seguito al parto del primogenito John, il nonno di William, aveva partecipato ad alcuni duelli, si era risposato con una compagna d'infanzia dalla quale aveva avuto tre figli e due figlie e da queste vicende il pronipote scrittore avrebbe poi costruito la saga e la leggenda della sua famiglia.
Ebbero inoltre importanza per la carriera del pronipote le sue opere, fra cui molti romanzi, che diedero vita a una tradizione letteraria familiare.
Il "vecchio colonnello" aveva infatti scritto un romanzo, dal titolo The White Rose of Memphis, uscito dapprima a puntate sul giornale di Ripley e in seguito diventato un vero best seller, nel quale raccontava le sue avventure. Nel 1882 aveva pubblicato un altro romanzo ambientato a New York e nel 1884 le sue impressioni di un viaggio fatto in Europa dove narrava che in Italia si era fatto scolpire una statua che sarebbe stata poi collocata presso la sua tomba, di fronte alla ferrovia.
Questa storia sarà poi ripresa da Faulkner in Sartoris, dove l'ispirazione per il personaggio di John Sartoris deriverà proprio dalla figura del bisnonno, e in altri racconti, sia in quelli raccolti in The Unvanquished, sia in molti altri.
Data la peculiarità sociale e storica del Sud degli Stati Uniti, è comprensibile che il giovane Faulkner sia stato influenzato dalla storia della propria famiglia e della sua regione e ne abbia attinto. Il Mississippi ha segnato il suo sense of humor, il suo sentire la tragica contrapposizione tra neri e bianchi, le sue caratterizzazioni nitide dei personaggi tipici e i suoi temi ricorrenti, come l'idea che dietro l'apparenza di sempliciotti e di eterni bravi ragazzi, si potessero scovare menti brillanti e fuori dal comune.
Faulkner stesso raccontava un aneddoto spiritoso al quale faceva risalire la sua decisione di diventare scrittore: da giovane si ubriacava, la sera, con gli amici; tra questi c'era l'allora già noto scrittore Sherwood Anderson. Osservandolo, Faulkner pensò: “Bel mestiere scrivere. La mattina lavori, il pomeriggio correggi un po' e prima di cena sei libero di andare ad ubriacarti con gli amici”. Comunicò quindi ad Anderson che aveva deciso di diventare uno scrittore anche lui: da quella sera, per un mese, Anderson disertò le riunioni etiliche; a quel punto, la moglie di Anderson si presentò da Faulkner e gli riferì: “Sherwood dice che se giuri di non parlargli mai di letteratura ti farà pubblicare dal suo editore. Non ne può più di stare tappato in casa per paura di incontrare un altro scrittore”. Faulkner era un burlone e si divertiva a colorire questo aneddoto, ma il suo primo romanzo fu effettivamente pubblicato dall'editore di Sherwood Anderson.

#### Il nonno
Il nonno di William, il "giovane colonnello", era un tipo facile al litigio e piuttosto arrogante, con una reputazione di grande bevitore. Aveva fondato nel 1912 la Banca di Oxford che era poi fallita e ne aveva fondata un'altra, la First National, dalla quale però aveva in seguito ritirato il suo denaro per depositarlo nella banca rivale perché non era stato rinominato amministratore. Morì nel 1922, quando William aveva 25 anni.

#### Il padre
Dal padre William ereditò invece solamente il nome: era un uomo tranquillo e viveva da sudista decaduto. Insieme ai fratelli e alla nutrice afro-americana, William bambino trascorreva il tempo nei boschi a prendere le uova degli uccelli dai nidi o a scovare le vecchie reliquie di guerra disseminate ovunque dai soldati durante la guerra civile. Di domenica andava a messa con i fratelli o passava il tempo, nei giorni di cattivo tempo, a giocare in una stanza che essi stessi avevano dipinto di rosso.
Era una esistenza felice e tranquilla, a contatto con le donne di colore che lavoravano in casa come domestiche, il cocchiere afro-americano che gli insegnò a guidare il calesse, le ex-cuoche ed ex-lavandaie che, insieme al padre, andava a trovare nelle loro abitazioni. Saranno questi personaggi a diventare i protagonisti di molta della sua narrativa in cui egli spesso descrisse quei personaggi senza cambiarne neppure il nome.

### Gli anni della adolescenza
Durante il periodo dell'adolescenza, che trascorse serenamente, ebbe inizio il suo interesse per le arti ed egli scrisse le sue prime poesie. Nel 1915 abbandonò la scuola e per due anni studiò da autodidatta, mentre lavorava malvolentieri nella banca del nonno. Poi si mise a frequentare il campus dell'University of Mississippi, senza esservi iscritto.

### Il corso all'aeronautica britannica
Nel 1918, Estelle, della quale il giovane era innamorato, annunciò il suo fidanzamento con Cornell Franklin, laureato in legge e praticante legale nelle Hawaii. William si dichiarò ai genitori di lei, ma questi gli preferirono l'altro, che offriva maggior sicurezza. Allora lui lasciò il lavoro presso la banca per trasferirsi a Oxford dove lavorò per un breve periodo in un negozio di armi. In seguito cercò di entrare nell'aeronautica militare ma non venne accettato perché non aveva frequentato l'Università. Le voci secondo cui Faulkner sarebbe stato rifiutato dall'aeronautica dell'esercito degli Stati Uniti a causa della sua bassa statura, nonostante siano state molto diffuse, sono false.
Nonostante le sue affermazioni, i documenti indicano che Faulkner non è mai stato un membro dell'aeronautica britannica e non ha mai prestato servizio attivo durante la Prima Guerra Mondiale. Malgrado le sue lettere lo affermino, Faulkner non ha ricevuto un addestramento in cabina di pilotaggio e non ha nemmeno mai volato. William tornò a Oxford nel dicembre 1918, dove raccontò ai conoscenti finte storie di guerra e finse persino di aver riportato una ferita di guerra.

### I primi scritti
Nell'inverno del 1918-1919 pubblicò le sue prime poesie e i suoi primi racconti sul giornale "Eagle" di Oxford, sulla rivista universitaria "The Mississippian" e su "New Republic" (il 6 agosto 1919, la lunga poesia intitolata L'après-midi d'un faune).
Trascorse l'estate del 1919 come istruttore di golf presso il campus dell'università, nella quale a settembre venne ammesso a un corso speciale per ex-combattenti. Seguì per alcuni trimestri i corsi di lingua francese, di spagnolo e di letteratura inglese, senza però mai conseguire la laurea. Oltre a comporre i primi suoi scritti, collaborò a "The Mississippian" anche con traduzioni (da Paul Verlaine) e recensioni (su Conrad Aiken, Edna St. Vincent Millay, Eugene O'Neill), aiutò a costruire il campo da tennis e frequentò il gruppo filo-drammatico dei "The Marionettes".
Tra l'altro incontrò Estelle, che faceva visita ai suoi dalle Hawaii portando con sé la figlia Victoria, e le regalò un dattiloscritto di poesie di 88 pagine intitolato Vision in Spring.

### A New York e all'ufficio postale
Nel novembre del 1919 andò a New York a trovare l'amico Stark Young, che abitava in una camera in affitto presso Elizabeth Prall, futura moglie di Sherwood Anderson. Lei dirigeva la libreria di Scribner e William accettò di lavorarvi come commesso.
Il 3 dicembre del 1921 ritornò a Oxford e nel marzo del 1922 ottenne un posto presso l'ufficio postale dell'università dove lavorava il padre. Non spiccava per il comportamento: non sempre era collaborativo con colleghi e clienti, non consegnava le riviste agli abbonati fino a quando non le aveva lette o addirittura le prestava agli amici e soprattutto passava il tempo a scrivere più che a riordinare la posta. Lo stipendio era basso ed egli s'inventò i lavori più disparati: fondò una società di assicurazioni, la "Bluebird Insurance Company", che cautelava gli studenti dalle bocciature, ma che fu messa in seguito fuori legge dall'università stessa; organizzò un gruppo di Boy scouts e accompagnava i ragazzi nei boschi per studiare storia naturale.
Nell'ottobre del 1924 lasciò il posto presso l'ufficio postale e a dicembre di quell'anno pubblicò, a proprie spese e con l'aiuto e la prefazione di Phil Stone, una raccolta di poesie dal titolo The Marble Faun: mille copie delle quali riuscì a vendere solamente una cinquantina.

### Un anno a New Orleans e in Europa
Nel gennaio del 1925 si recò a New Orleans per incontrare Sherwood Anderson, con l'intenzione di partire poi per l'Europa ma, essendo stato rimandato di sei mesi il viaggio, iniziò a collaborare alla rivista The Double Dealer e all'edizione della domenica del Times-Picayune per dieci dollari alla settimana. In questo periodo conobbe anche Anita Loos e si innamorò di Helen Baird, scultrice.
A marzo arrivò Sherwood con Joseph Conrad, che era tra gli scrittori più apprezzati da Faulkner, e sotto il suo influsso William incominciò a scrivere prosa. In poche settimane scrisse The Soldier's Pay (La paga del soldato, durante la lavorazione intitolato Mayday) che, grazie alla raccomandazione di Sherwood presso il suo editore, Boni & Liveright, uscì nel 1926 ottenendo poco successo e scarse vendite. Intanto, con l'amico pittore William Spratling, riuscì a partire per l'Europa e visitò l'Italia, la Svizzera e Parigi, dove visse sulla "rive-gauche" della Senna e si fece crescere la barba. Forse incontrò anche James Joyce di cui aveva letto Ulysses.

### Il ritorno a Oxford
Verso la fine del 1925 Faulkner ritornò a Oxford e durante la primavera del 1926 fece l'istruttore di golf mentre nel periodo estivo lavorò dapprima presso una segheria e in seguito sui battelli da pesca. Insieme a Soldiers' Pay (che la madre giudicò scandaloso e il padre si rifiutò di leggere) vide le stampe una raccolta di caricature di personaggi celebri di New Orleans, Sherwood Anderson and Other Famous Creoles, con disegni di William Spratling, che gli costò la perdita dell'amicizia di Sherwood.
Intanto Estelle era tornata a Oxford e stava divorziando dal marito. William regalò alla figlia di lei per l'ottavo compleanno un coloratissimo manoscritto intitolato The Wishing Tree. Nel marzo 1927 Helen Baird si sposò con un altro uomo.

### Mosquitos
Nell'aprile 1927 venne pubblicato Mosquitoes (Zanzare) che descrive in modo satirico la società letteraria di New Orleans. Il libro non ebbe alcun successo e l'editore "Boni & Liveright", che già aveva pubblicato il poco redditizio Soldier's Pay, sospese il contratto con il quale si era impegnato a pubblicare altri tre libri dell'autore.

### Il matrimonio con Estelle
Nonostante anche Flags in the Dust venisse rifiutato (benché presentato attraverso l'amico Ben Wasson, ora agente letterario a New York) da ben 11 case editrici, Faulkner non si scoraggiò e continuò a scrivere, mentre cercava di guadagnarsi da vivere facendo disparati e saltuari lavori, tra cui l'imbianchino e il falegname. Il 20 giugno 1929, dopo che il divorzio di lei divenne definitivo, sposò la sua mai dimenticata Estelle, prima e unica moglie che lo sostenne con fiducia sino alla fine dei suoi giorni.
Tra i lavori saltuari dell'estate del 1929, prima che uscisse Sartoris (versione tagliata e reintitolata di Flags in the Dust), ci fu quello di fuochista alla centrale elettrica dell'Università, ma Faulkner durante gli orari di minor lavoro, di solito tra la mezzanotte e le quattro del mattino, continuava instancabilmente a scrivere.

### Sartoris
Nel 1929 uscì Sartoris, nell'edizione "Harcourt, Brace", il primo romanzo ambientato nella mitica Yoknapatawpha County: fedele riproduzione della Contea Lafayette, dove Faulkner visse lungo quasi tutto l'arco della sua vita.
La storia narrata nel romanzo è quella del bisnonno e del nonno dell'autore e darà inizio al filone faulkneriano con la ricostruzione immaginaria ma in fondo realistica della storia del Sud ottocentesco.
Faulkner conobbe in questa occasione lo scrittore James Silver, in seguito professore presso l'Università del Mississippi, che gli aveva portato da leggere la sua tesi di Laurea sulla Guerra Civile. Fu l'inizio di una lunga amicizia.

### The Sound and the Fury
Nell'ottobre di quell'anno (1929) uscì anche The Sound and the Fury (L'urlo e il furore) che narra il dramma di una vecchia famiglia del Sud, i Compson, una volta ricca e ora in decadenza. Il romanzo, pur essendo considerato dallo stesso autore il suo migliore e ricevendo critiche buone o entusiastiche, non ebbe successo e rimane ancor oggi una tra le sue opere più difficili ed enigmatiche.

### As I Lay Dying
Nel 1930 venne poi pubblicato As I Lay Dying (Mentre morivo), scritto velocemente dal 15 ottobre all'11 dicembre dell'anno precedente, ma, come già accaduto per L'urlo e il furore, il libro non raccolse alcun consenso.
Nel frattempo tre riviste pubblicarono suoi scritti. "Forum", a distribuzione nazionale, nel numero di aprile fece uscire il racconto A Rose for Emily, "The Saturday Evening Post" nel numero di settembre Thrift, e "Scribner's" nel numero di gennaio 1931 Dry September.
Nell'aprile del 1930 William ed Estelle avevano comprato una casa in rovina su un terreno appena fuori Oxford. La chiamarono "Rowan Oak" e cominciarono i lavori, anche ad opera dello stesso Faulkner, per renderla abitabile. Quando riuscirono a trasferirvisi, oltre ai due figli di Estelle, andarono a viverci, più tardi, anche i domestici Caroline Barr e Ned Barnett, detto "zio Ned".
La vendita dei racconti Red Leaves e Lizards in Jamshyd's Courtyard a "The Saturday Evening Post" fruttarono alla coppia 750 dollari: più di tutti i romanzi scritti fino ad allora.
L'11 gennaio del 1931 nacque prematuramente la figlia Alabama, che morì dopo soli 9 giorni.

### Sanctuary
In questi anni Faulkner, nel tentativo di guadagnare, ebbe l'idea di Sanctuary (Santuario), un romanzo di sensazione, scritto in uno stile che anticipa il pulp e che venne pubblicato nel 1931 portandogli finalmente il successo e alleviando notevolmente i suoi problemi economici.
In Santuario Faulkner affronta, in modo incredibilmente attuale, i temi della corruzione e del male con un tono definito gotico. Il libro produsse a Oxford uno scandalo notevole e come scrive Fernanda Pivano "Amici e parenti lessero il libro di nascosto, avvolgendolo in carte pesanti mentre lo portavano dal negozio di MacReed a casa, e subito andando a protestare dall'autore. Era fin troppo evidente, oltre tutto, che l'autore mostrava di conoscere un po' troppo da vicino gli ambienti che in quegli Anni Rosa sembravano malfamati: i contrabbandieri di alcool, i bordelli, le maîtresses".
Intanto Faulkner, grazie agli introiti dovuti alle vendite del romanzo, ma anche alle prime edizioni europee dei suoi libri che cominciavano a uscire a Londra e a Parigi, poté finire di restaurare la sua casa a due piani in stile coloniale.
La casa era stata costruita nel 1836 da un piantatore irlandese, ereditata poi dalla famiglia Anderson che la aveva usata come fattoria (nel cui frutteto William e i fratelli avevano rubato la frutta, mentre andavano a fare una nuotata nello stagno del bosco). Quando Faulkner l'aveva acquistata, la casa era priva di corrente elettrica e di acqua corrente, ma aveva un pascolo discretamente vasto che sarebbe potuto diventare un galoppatoio; ed anche un campo da tennis facilmente trasformabile in ampia spianata, come fu poi fatto.

### Il lavoro a Hollywood
Con la pubblicazione di Santuario arrivò il successo. Uscirono il racconto Spotted Horses su "Scribner's" (giugno 1931) e la raccolta di racconti These 13 a settembre presso "Cape & Smith". Faulkner ha soprattutto modo di partecipare a conferenze, incontrare colleghi scrittori (tra cui Dorothy Parker, H. L. Mencken, Robert Benchley, John O'Hara, John Dos Passos, Frank Sullivan, Dashiell Hammett, Lillian Hellman, Nathanael West) e altri editori.
Il successo però significava anche ricevere l'attenzione dei produttori di Hollywood: qui Faulkner cominciò a collaborare e poi lavorò per i vent'anni successivi, dividendo il suo tempo tra la frenetica città del cinema e la vita dal ritmo tranquillo di Oxford.
Tra i racconti pubblicati, Turn About (su "The Saturday Night Evening Post" di marzo 1932), l'introduzione alla nuova edizione di Sanctuary (1932), Idyll in the Desert (pubblicato da Random House in edizione limitata di 400 copie).
Nel maggio 1932 lavorò per la Metro-Goldwyn-Mayer per meno di una settimana; poi venne assunto da Howard Hawks per scrivere la sceneggiatura del film Rivalità eroica.

### Light in August
Nel 1932 pubblicò Light in August (Luce d'agosto) e vendette i diritti per la realizzazione del film Perdizione. L'anno successivo prese il brevetto di pilota e il 24 giugno nacque la figlia Jill.
In autunno comprò un biplano dall'amico pilota Vernon Omlie e, per aiutare il fratello Dean, chiese a lui di insegnargli a volare. I tre faranno diversi voli e anche qualche dimostrazione pubblica con il nome di "W. Faulkner Famous Author Air Circus". Il fratello morì poi il 10 novembre 1935 in un incidente aereo.
Nell'aprile 1934 uscì la raccolta di racconti Doctor Martino and Other Stories e successivamente, ancora su "The Saturday Evening Post", i racconti Ambuscade, Retreat e Raid.

### Pylon
Ne marzo del 1935 uscì Pylon (Pilone). La morte del fratello Dean, che lasciò la moglie Louise incinta, lo gettò nello sconforto anche perché se ne sentì responsabile. Continuò il rapporto con Howard Hawks, per il quale lavorò a diversi progetti della 20th Century Fox. Nello stesso anno cominciò una relazione amorosa con la segretaria di lui, Meta Doherty Carpenter (1908-1994), che si protrasse per oltre 15 anni.

### Absalom, Absalom!
Mentre terminava Absalom, Absalom! (Assalonne, Assalonne!, 1936) e la sceneggiatura de Le vie della gloria finì in ospedale per alcolismo. Anche la moglie divenne preda del vizio di bere. I due per un periodo vissero a Santa Monica (California), mentre lui scriveva la sceneggiatura di La più grande avventura, poi diretto da John Ford.
Nel 1937, durante un viaggio a New York, recuperò l'amicizia con Sherwood Anderson. Poi venne riaccompagnato dall'amico Eric J. Devine a Oxford, perché si disintossicasse dall'alcool.
Alla fine dell'anno, mentre lavorava a diverse storie, poi pubblicate con The Wild Palms, leggeva ad alta voce John Keats e A. E. Housman alla figliastra Victoria, tornata a casa dalla madre dopo il fallimento del suo primo matrimonio.

### The Unvanquished
Nel 1938 uscì The Unvanquished (Gli invitti), poi considerato uno dei suoi capolavori. Dalla vendita dei diritti cinematografici guadagnò abbastanza per comprare terreno allargando i confini della sua tenuta. Alla fine dell'anno assunae Harold Ober come nuovo agente letterario.
Il successo fu però provvisorio, se si considera che tra il 1931 e il 1945 la sua opera passò quasi inosservata in America e che la fama di Faulkner era maggiore in Europa: soprattutto in Francia, dove egli veniva pubblicato da Gaston Gallimard e aveva l'appoggio di intellettuali quali Gide, Malraux e Sartre.

### Opere successive
Dopo queste opere, Faulkner scrisse libri di forza meno incisiva come The Wild Palms (Palme selvagge, 1939), The Hamlet (Il borgo, 1940, parte della trilogia cosiddetta "Snopes", dal nome della famiglia protagonista, che comprende anche The Town, 1957 e The Mansion, 1959), il racconto The Bear (su "The Saturday Evening Post" del novembre 1941) o Go Down, Moses (1942, da lui considerato un romanzo: nonostante il diverso parere dell'editore, che volle aggiungerci and Other Stories).
È questo un periodo di nuove difficoltà economiche, causate dalla guerra che lo costringe a maggiori economie o ha convertito le sue storie in propaganda bellica. A Hollywood, quando non riusciva a trovare lavoro, Faulkner se ne andava a pescare con Clark Gable. Gli riuscì comunque di collaborare al film Arcipelago in fiamme.
Nel 1944 venne ospitato dall'amico scrittore A. I. Bezzerides e lavorò ai film Acque del sud, tratto da Ernest Hemingway; Il grande sonno, da Raymond Chandler; e Il romanzo di Mildred da James M. Cain.
Nel 1946, grazie al critico Malcolm Cowley, che divulgò la sua difficile prosa nell'antologia da lui curata The Portable Faulkner pubblicata per la Viking Press, l'opera di Faulkner venne rilanciata. Inoltre, il racconto An Error in Chemistry vinse il secondo premio a un concorso indetto da "Ellery Queen's Mystery Magazine".
L'anno successivo lo scrittore lavorò a La valle del sole (titolo originale: Stallion Road) e brevemente a L'uomo del Sud di Jean Renoir. In qualche modo però si sentiva in crisi con la Warner Bros. per la quale stava lavorando e si rifugiava a Rowan Oak. Ad aprile tenne sei lezioni di letteratura presso l'università del Mississippi, a condizione che non venissero registrate né si prendessero appunti.
Nel 1948 Faulkner pubblicò il romanzo Intruder in the Dust (Non si fruga nella polvere) e nel 1949 una raccolta di racconti gialli intitolata Knight's Gambit dove il protagonista era Gavin Stevens (apparso anche in Luce d'agosto e in Scendi, Mosè), detective e avvocato, profondo conoscitore della vita e delle abitudini degli abitanti della contea di Yoknapatawpha.
Molti dei suoi racconti e dei suoi romanzi hanno per teatro l'immaginaria contea di Yoknapatawpha, per descrivere la quale lo scrittore si è ispirato alla contea, quasi identica in termini geografici, di Lafayette nel Mississippi, il cui capoluogo era la sua città natale, Oxford. Yoknapatawpha è il suo marchio di fabbrica ed è considerata una delle più monumentali creazioni di fantasia nella storia della letteratura.

### Il Nobel e oltre
Nel 1949 gli fecero visita scrittori come Eudora Welty e registi come Clarence Brown, ed inoltre vinse il "Premio O. Henry" per il racconto A Courtship. In seguito si offrì come mentore a Joan Williams e pubblicò Collected Stories of William Faulkner (1950), senza aspettarsi (gli venne annunciato il 10 novembre e consegnato il 10 dicembre) il Premio Nobel per la letteratura per l'anno 1949 (ritardato al 1950). Dapprima riluttante, decise poi di recarsi a Stoccolma; lo accompagnò la figlia Jill.
Nel 1951 scrisse Requiem for a Nun (Requiem per una monaca), una commedia in tre atti preceduta da lunghi prologhi senza dialogo. Lo scritto era per metà un'opera narrativa e per metà un'opera teatrale, con le due parti alternate tra di loro. Lo stesso Faulkner, interrogato in proposito dai giornalisti, dichiarò che quella era semplicemente "la forma che riteneva più congeniale alla storia che voleva raccontare".
Da Requiem per una monaca venne tratta nel 1956 una versione teatrale in francese da Albert Camus.
Nel 1951 Faulkner collaborò anche alla sceneggiatura di La mano sinistra di Dio, nuovamente per Howard Hawks, ma il film fu realizzato anni dopo da Edward Dmytryk senza la firma dell'autore.
Nel 1952, allevando cavalli, cadde due volte danneggiando la schiena. Poi accettò la laurea honoris causa in Lettere dalla Tulane University, dichiarando durante la cerimonia che non ne avrebbe mai accettate altre. Durante un viaggio a Parigi, dove cadde più volte, i medici che lo visitarono si accorsero che la schiena aveva diverse fratture, ma lo scrittore rifiutò di operarsi come anche più tardi, quando a Memphis venne ricoverato per lo stesso problema (oltre che per depressione e alcolismo).
Nel 1953 scrisse il saggio quasi autobiografico Mississippi per la rivista "Holiday" (aprile 1954) e volle partecipare al funerale di Dylan Thomas, da poco conosciuto. Collaborò quindi alla sceneggiatura di La regina delle piramidi.
Nel 1954 pubblicò il romanzo allegorico A Fable (Una favola), che gli fece ottenere il National Book Award per la narrativa e il Premio Pulitzer. Lo stesso anno la figlia Jill sposò Paul D. Summers e si trasferì a Charlottesville in Virginia.
Nel 1955 pubblicò An Innocent at Rinkside per "Sports Illustrated" e la conferenza On Privacy su "The Harper's" (ma scritta per l'University of Oregon e per l'University of Montana dove la pronunciò in aprile).
Lo stesso anno uscì una nuova raccolta di racconti, Big Woods sul tema della caccia; poi finì la trilogia (formata da The Hamlet, The Town e The Mansion).
Diversi film di successo furono tratti da sue opere, con l'autore ancora in vita, come La lunga estate calda (tratto da The Hamlet) e The Sound and the Fury, entrambi di Martin Ritt, o Il trapezio della vita di Douglas Sirk (tratto da Pylon).
Nel 1962 uscì il suo ultimo libro, The Reivers (I saccheggiatori).

### La morte
Nonostante l'ultima parte della sua vita fosse segnata dal grave problema dell'alcolismo ed egli entrasse e uscisse da diversi ospedali durante i suoi lunghi viaggi (in Europa, ma anche in America latina e in Giappone e nelle Filippine), le sue condizioni non gli impedirono di presenziare all'assegnazione del Premio Nobel per la letteratura e di pronunciare uno dei discorsi più significativi dal punto di vista morale mai ascoltati in tale occasione. Faulkner decise, inoltre, di devolvere il proprio premio per la costituzione di un fondo che avesse come scopo quello di aiutare e incoraggiare nuovi talenti letterari: il Premio Faulkner.
Morì all'età di sessantaquattro anni, il 6 luglio 1962, a causa di un infarto miocardico acuto nell'ospedale Wright's Sanitorium di Byhalia (Mississippi) e fu sepolto nel St. Peter Cemetery di Oxford.
La vecchia casa di Oxford è stata donata all'università del Mississippi in ricordo dello scrittore e con l'intento di fornire alloggio per gli studenti di giornalismo.

## Opere

### Romanzi
- Soldier's Pay (1926)
  - La paga del soldato, tr. di Massimo Alvaro, Milano: Garzanti, 1953; Milano: Euroclub, 1978
  - La paga dei soldati, tr. e presentazione di Mario Materassi, Milano: Garzanti, 1986; Milano: Adelphi, 2008
- Mosquitoes (1927)
  - Zanzare, tr. Giulio De Angelis, Mondadori, 1957; con introduzione di Fernanda Pivano, Mondadori, 1990; a cura di Massimo Bacigalupo, con una testimonianza di William Spratling, Torino: Einaudi, 2001
- Sartoris (1929; la versione originale, Flags in the Dust, è stata pubblicata nel 1973)
  - Sartoris, tr. Filiberto Storoni, Milano-Roma: Jandi- Sapi, 1946
  - Bandiere nella polvere, tr. Pier Francesco Paolini, a cura e con introduzione di Douglas Day, prefazione di Agostino Lombardo, con una nota di Mario Materassi, Milano: Bompiani, 1984
  - Bandiere nella polvere, tr. Carlo Prosperi, Milano: La nave di Teseo, 2021
- The Sound and the Fury (1929)
  - L'urlo e il furore, tr. Augusto Dauphiné, Milano: Mondadori, 1947
  - L'urlo e il furore, tr. Vincenzo Mantovani, Bergamo: Euroclub Italia, 1981; postfazione di Attilio Bertolucci, Milano: Mondadori, 1980; Novara: Istituto Geografico De Agostini, 1986; introduzione di Fernanda Pivano, Milano: Mondadori, 1989; 2004 (con nuova Avvertenza, in Opere scelte, vol. 1, ivi), 2005; con introduzione di Emilio Tadini, postfazione di Attilio Bertolucci, Torino: Einaudi, 1997, Roma: Gruppo editoriale L'Espresso, 2002; Milano: RCS Quotidiani, 2007
- As I Lay Dying (1930)
  - Mentre morivo, tr. Giulio De Angelis, Milano: Mondadori, 1958; con una intervista di Jean Stein van den Heuvel, Milano: Studio Editoriale, 1987; con la stessa intervista e introduzione di Fernanda Pivano, Milano: Mondadori, 1990
  - Mentre morivo, tr. e cura di Mario Materassi, Milano: Adelphi, 2000, 2007; Roma: Gruppo editoriale L'Espresso, 2007
- Sanctuary (1931; la versione originale, Sanctuary, The Original Test, è stata pubblicata nel 1981)
  - Santuario, tr. Aldo Scagnetti, Milano-Roma: Jandi Sapi, 1943
  - Santuario, tr. Paola Ojetti Zamattio, con otto illustrazioni di Renato Guttuso, Milano: Mondadori, 1946; con introduzione di Fernanda Pivano, Milano: Mondadori, 1972; Milano: Garzanti, 1986
  - Santuario, tr. Giorgio Monicelli, Milano: Club degli editori, 1964; Milano: Mondadori, 2004; prefazione di Emilio Cecchi, Torino: UTET, 1964; Milano: CDE, 1986;
  - Santuario, tr. a cura di Mario Materassi, Milano: Adelphi, 2006
- Light in August (1932)
  - Luce d'agosto, tr. Elio Vittorini, Milano: Mondadori, 1939; prefazione di Emilio Cecchi, Torino: UTET, 1964; Milano: Club degli editori, 1964
  - Luce d'agosto, tr. e cura di Mario Materassi, Milano: Adelphi, 2007
- Pylon (1935)
  - Oggi si vola, tr. Lorenzo Gigli, Milano: Mondadori, 1937; Novara: De agostini, 1989
  - Pilone, tr. e cura di Mario Materassi, Milano: Adelphi, 2009
- Absalom, Absalom! (1936)
  - Assalonne, Assalonne!, tr. Glauco Cambon, con otto illustrazioni di Bianca De Feo, Milano: Mondadori, 1954; con presentazione del traduttore, Milano: Garzanti, 1989; Milano: Adelphi, 2001; Milano: Mondolibri, 2002
- The Unvanquished (1939)
  - Gli invitti, tr. Alberto Marmont, Milano: Mondadori, 1948; con introduzione di Fernanda Pivano, ivi 1989
  - Gli invitti, tr. e cura di Maurizio Ascari, Torino: Einaudi, 2003
- If I Forget Thee Jerusalem (pubblicato come The Wild Palms nel 1939 insieme al racconto Old Man, ripreso il titolo originale in edizioni più recenti)
  - Palme selvagge, tr. Bruno Fonzi, Milano: Mondadori, 1956; Milano: SE, 1989; a cura e con una nota di Mario Materassi, Milano: Adelphi, 1999
- The Hamlet (1940)
  - Il borgo, tr. Cesare Pavese, Milano: Mondadori, 1942; con introduzione di Fernanda Pivano, 1980; a cura e con una nota di Mario Materassi, Milano: Adelphi, 2005
- Go Down, Moses (romanzo d'occasione formato da sette racconti precedentemente pubblicati, tra cui "Pantaloon in Black", "The Old People", "The Bear", "Delta Autumn" e appunto Go Down, Moses, 1942)
  - Scendi, Mosè, tr. Edoardo Bizzarri, Milano: Mondadori, 1947; con introduzione di Fernanda Pivano, ivi, 1981
  - Go Down, Moses, tr. Maurizio Ascari e Nadia Fusini, con uno scritto di Nadia Fusini, Torino: Einaudi, 2002
- Intruder in the Dust (1948)
  - Non si fruga nella polvere, tr. Fernanda Pivano, Milano: Mondadori, 1951; con appendice della stessa, ivi, 1989; Torino: Einaudi, 1998
- Requiem for a Nun (1951)
  - Requiem per una monaca, tr. Fernanda Pivano, Milano: Mondadori, 1955; con introduzione della stessa, ivi 1967; Novara: De Agostini, 1986; Milano: SE, 1992
- A Fable (1954)
  - Una favola, tr. Luciano Bianciardi, Milano, Mondadori, 1971
- The Town (1957)
  - La città (FaulknerLa città), tr. Giorgio Monicelli e Bruno Tasso, Milano: Mondadori, 1961
- The Mansion (1959)
  - Il palazzo. Romanzo della famiglia Snopes, tr. Luciano Bianciardi, Torino: Frassinelli, 1963
- The Reivers: A Reminiscence (1962)
  - I saccheggiatori, tr. Giorgio Monicelli, Milano: Mondadori, 1963

### Altre opere
- The Marble Faun (poesie, 1924)
- Father Abraham (scritto nel 1926-27, rielaborato in The Hamlet, ma pubblicato come inedito nel 1983)
- A Rose for Emily (racconto, 1930)
  - Una rosa per Emily, tr. David Mezzacapa e Luciana Pansini Verga, Milano: Adelphi, 1997, 2006 («PBA» 384)
- Idyll in the Desert (racconto, 1931)
- Spotted Horses (racconto, 1931)
  - Ambuscade e Spotted Horses, con introduzione e note di Nemi D'Agostino, Milano: Mursia, 1965
  - Cavalli pezzati, tr. Alessandro Vescovi e Giuliana Iannaccaro, Palermo: Sellerio, 1997
- These 13 (raccolta di racconti, 1931)
  - Questi tredici, tr. e introduzione di Francesco Lo Bue, Torino: Lattes, 1948
    - contiene Victory, Ad Astra, All the Dead Pilots, Crevasse, Red Leaves, A Rose for Emily, A Justice, Hair, That Evening Sun, Dry September, Mistral, Divorce in Naples e Carcassonne)
- Smoke (racconto, 1932)
  - Fumo, tr. Alberto Rollo, Pordenone: Studio tesi, 1993
  - Fumo, tr. Alessandro Vescovi e Giuliana Iannaccaro, in Cavalli pezzati, Palermo: Sellerio, 1997
  - Smoke - Fumo, tr. Emanuela Turchetti, Roma: Gruppo editoriale L'Espresso, 2008
- Miss Zilphia Gant (racconto, 1932)
  - La pallida Zilphia Gant, tr. e prefazione di Fernanda Pivano, Milano: Il Saggiatore, 1959
  - Miss Zilphia Gant, in Una rosa per Emily, tr. David Mezzacapa e Luciana Pansini Verga, Milano: Adelphi, 1997, 2006 («PBA» 384)
- A Green Bough (1933)
- Doctor Martino and Other Stories (1934)
  - Il dottor Martino e altri racconti, tr. Giorgio Monicelli e Attilio Landi, Milano: Mondadori, 1968 («Medusa» 528)
- Ambuscade (1934, racconto, poi parte di The Unvanquished)
  - Ambuscade e Spotted Horses, tr. con introduzione e note di Nemi D'Agostino, Milano: Mursia, 1965
- Tomorrow (racconto, 1940)
  - Domani, tr. Alessandro Vescovi e Giuliana Iannaccaro, in Cavalli pezzati, Palermo: Sellerio, 1997
- The Portable Faulkner (1946)
  - 664 pagine di William Faulkner, con introduzione e note di Malcom Cowley, tr. di Edoardo Bizzarri e altri, Milano: Il Saggiatore, 1959; Milano: Club degli editori, 1959
- Knight's Gambit, (racconti, 1949)
  - in La famiglia Stevens, trad. e cura di Fernanda Pivano, Collana Classici Contemporanei, Milano: Mondadori, 1963
  - Sei racconti polizieschi. Gambetto di cavallo e altre storie, trad. Emanuela Turchetti e Ottavio Fatica, Roma: Theoria, 1989; Collana ET n.760, Torino: Einaudi, 2000, 2002; Collana Oceani, Milano, La nave di Teseo, 2019, ISBN 978-88-346-0113-6
- Collected Stories of William Faulkner (1951)
- Privacy (1955)
  - Privacy. Il sogno americano: cosa ne è stato?, Verona-Roma: Istituto grafico editoriale romano, 2001; tr. e introduzione di Mario Materassi, con un saggio di Piero Boitani, Milano: Adelphi, 2003 («PBA» 499)
- Big Woods (1955)
  - La grande foresta, tr. Roberto Serrai, introduzione di Mario Materassi, Milano: Anabasi, 1995; Milano: Adelphi, 2002 («Biblioteca» 431)
- New Orleans Sketches (1958)
  - New Orleans, tr. Cesare Salmaggi, prefazione di Carvel Emerson Collins, Milano: Il Saggiatore, 1959, 2009
  - Storie di New Orleans, tr. Eileen Romano, prefazione di Mario Materassi, Milano: Anabasi, 1992
- Early Prose and Poetry (1962)
- Essays, Speeches & Public Letters (1966)
- The Wishing Tree (1967)
  - L'albero dei desideri, tr. Rosella Mamoli Zorzi, illustrazioni di Silvana Siclari, Milano: Emme, 1980
  - L'albero dei desideri, tr. e cura di Andrea Molesini, illustrazioni di Grazia Nidasio, Milano: Mondadori, 1998
- The Big Sleep, sceneggiatura di Faulkner, Jules Furthman e Leigh Brackett (1971)
- Mayday (1977)
  - Calendimaggio. Una storia d'amore scritta e illustrata per la donna del cuore, tr. Nicoletta Della Casa, Como: Red, 1989
- Adolescence (1979)
  - Adolescenza, in Una rosa per Emily, tr. David Mezzacapa e Luciana Pansini Verga, Milano: Adelphi, 1997, 2006 («PBA» 384)
- To Have and Have Not, sceneggiatura di Faulkner e Jules Furthman (1980)
- The Road to Glory, sceneggiatura di Faulkner e Joel Sayre (1984)
- Faulkner: A Comprehensive Guide to the Brodsky Collection. Volume III: The De Gaulle Story, University Press of Mississippi, 1984
- Jean Stein, Intervista con William Faulkner, tr. Valerio Piccolo, introduzione di Goffredo Fofi, Roma: Minimum fax, 1999
- William Faulkner: premio Nobel per la letteratura 1949, Milano: Fabbri, 1967
  - contiene: Il conferimento del premio Nobel a William Faulkner, di Kjell Stromberg, Discorso ufficiale di Gustav Hellstrom, La vita e l'opera di William Faulkner di Ruggero Jacobbi, Bibliografia
- Thinking of Home: William Faulkner's Letters to His Mother and Father, 1918-1925, a cura di James Gray Watson (2000)
  - Pensando a casa. Lettere alla madre e al padre 1918-1925, a cura di James G. Watson, ed. it. a cura di Elisabetta Stefanini, prefazione di Mario Materassi, Milano: Archinto, 1993
- Otto storie della contea di Yoknapatawpha, tr. e cura di Mario Materassi, Milano: Garzanti, 1993
- Tutte le opere di William Faulkner, in 10 volumi, a cura e con introduzioni di Fernanda Pivano, Milano: Mondadori, 1960-66 (Nota: in realtà mancano diversi racconti, alcuni romanzi tra cui Sartoris e le opere teatrali; i volumi III e IV, sebbene menzionati distintamente, sono accorpati in un tomo unico)
  - vol. I: Vita e opere di William Faulkner
  - vol. II: I negri e gli indiani, tr. Edoardo Bizzarri e altri
    - contiene: Scendi, Mosè (Go Down Moses, 1942), Non si fruga nella polvere (Intruder In The Dust, 1948), Foglie rosse (Red Leaves, 1930), Un giudice (A Justice, 1931), Il guado (Lo!, 1934), Un corteggiamento (A Courtship, 1948), Corsa nel mattino (Race at Morning, 1955)

  - vol. III: I piantatori e i poveri bianchi, tr. Glauco Gambon, Alberto Marmont, Giorgio Monicelli e Fernanda Pivano
    - contiene: Assalonne, Assalonne (Absalom, Abnsalom!, 1936), Wash (Wash, 1934), Vittoria di montagna (Mountain Victory, 1932)

  - vol. IV: Le donne del Sud, tr. Glauco Gambon, Alberto Marmont, Giorgio Monicelli e Fernanda Pivano
    - contiene: Gli invitti (The Unvanquished, 1948), La nonna Millard (My Grandmother Millard and General Bedford Forrest and the Battle of Harrykin Creek, 1943), Tutti i piloti morti (All the Dead Pilots, 1931), Ad Astra (Ad Astra, 1931), C'era una regina (There Was a Queen, 1933)

  - vol. V: La guerra
    - contiene: Una favola (A Fable, 1954)

  - vol. VI: La famiglia Stevens, tr. Giorgio Monicelli, Fernanda Pivano e Elena Vivante
    - contiene: Santuario (Sanctuary, 1931), Requiem per una monaca (Requiem for a Nun, 1951), Scacco di cavallo (Knight's Gambit, 1949)

  - vol. VII: La famiglia Compson
    - contiene: L'urlo e il furore (The Sound and the Fury, 1929), Appendice: i Compson (Compson 1699-1945, 1946), Il sole di quella sera (That Evening's Sun, 1931)

  - vol. VIII: Racconti di villaggio
    - contiene: Palme selvagge (The Wild Palms, 1939), Una rosa per Emily (A Rose for Emily, 1930), Zio Willy (Uncle Willy, 1935), Così andrà benone (That Will Be Fine, 1935), Traino della morte (Death Drag, 1932), Centauro d'ottone (Centaur in Brass, 1932), Mula in cortile (Mule in the Yard, 1934), Siccità di settembre (Dry September, 1931), La pallida Zilphia Gant (Miss Zilphia Gant, 1932), Capelli (Hair, 1931), La spilla (The Brooch, 1936)

  - vol. IX: La gente di campagna
    - contiene: Luce d'agosto (Light in August, 1932), Mentre morivo (As I Lay Dying, 1930), Lucertole nel cortile di Jamashyd (Lizards in Jamshyd's Courtyard, 1932), Cavalli chiazzati (Spotted Horses, 1931), Tegole per il Signore (Shingles for the Lord, 1943), Il mastino (The Hound, 1931), Incendio di fienile (Barn Burning, 1939), Due soldati (Two Soldiers, 1942), Uomini alti (The Tall Men, 1941), Non perirà (Shall Not Perish, 1943)

  - vol. X: I primi racconti
    - contiene: Oggi si vola (Pylon, 1935), Crepaccio (Crevasse, 1931), Vittoria (Victory, 1931), La gamba (The Leg, 1934), Virata di bordo (Turn About, 1932), Terra dorata (Golden Land, 1935), Oltre (Beyond, 1933), Divorzio a Napoli (Divorce in Naples, 1931), Stazione in Pennsylvania (Pennsylvania Station, 1934), Mistral (Mistral, 1931), Idillio nel deserto (Idyll in the Desert, 1932), Caccia alla volpe (Fox Hunt, 1931), Dott. Martino (Dr. Martino, 1931), Musica negra (Black Music, 1934), Carcassonne (Carcassonne, 1931)
- The Ghosts of Rowan Oak. William Faulkner's Ghost Stories for Children (1981)
  - I fantasmi di Rowan Oak. Storie di sogno e di paura, tr. e introduzione di Luca Scarlini, Roma: Donzelli, 2005
    - contiene I fantasmi di Rowan Oak, The Hound (1931) e The Wishing Tree (1967)
- Foglie rosse e altri racconti, tr. Mario Materassi, Milano: Adelphi, 2014
  - contiene Un corteggiamento (A Courtship, 1948), Foglie rosse (Red Leaves, 1930), La mia Nonna Millard, il Generale Bedford Forrest, e la battaglia di Harrykin Creek (Grandmother Millard and General Bedford Forrest and the Battle of Harrykin Creek, 1943), Vittoria di montagna (Mountain Victory, 1932), Gli uomini alti (The Tall Men, 1941), Scandole per il Signore (Shingles for the Lord, 1943), Muli in cortile (Mule in the Yard, 1934), Capelli (Hair, 1931), Sarà bello (That Will Be Fine, 1935), Settembre arido (Dry September, 1931) e Strascico della morte (Death Drag, 1932)

### Produzioni teatrali
- Marionettes, University of Mississippi, 4 marzo 1920
- Requiem of the Nun, 26 novembre 1956; New York, 30 gennaio 1959

### Sceneggiature cinematografiche
- Rivalità eroica (Today We Live), regia di Howard Hawks (1933)
- Le vie della gloria (The Road to Glory), regia di Howard Hawks (1936)
- Acque del sud (To Have and Have Not), regia di Howard Hawks (1944)
- Il grande sonno (The Big Sleep), regia di Howard Hawks (1946)
- La regina delle piramidi (Land of Pharaohs), regia di Howard Hawks (1955)

### Filmografia
- Story of Temple Drake, tratto da Santuario (inedito in Italia), regia di Stephen Roberts, sceneggiatura di Oliver H.P. Garrett, produzione Paramount, 1933
- Le tigri della Birmania (God Is My Co-Pilot), regia di Robert Florey - sceneggiatore, non accreditato (1945)
- Nella polvere del profondo Sud, tratto da Non si fruga nella polvere (Intruder in the Dust), regia di Clarence Brown, sceneggiatura di Ben Maddow, interpreti David Brian, Claude Jarman. Jr., Elizabeth Patterson, Produzione Metro-Goldwyn-Mayer, 1949
- La lunga estate calda, tratto dai racconti Barn Burning. The Spotted Horses, Hamlet, regia di Martin Ritt, sceneggiatura di Irving Ravetch e Harriet Frank Jr., interpreti Paul Newman, Joanne Woodward, Orson Welles, produzione Fox, 1957
- Sanctuary (Il grande peccato), regia di Tony Richardson, sceneggiatura di James Poe, produzione Darryl Zanuck, 1960
- Boon il saccheggiatore, tratto da The Reivers, regia di Mark Rydell, sceneggiatura di Irving Ravetch e Harriet Frank Jr., interpreti Steve McQueen, Mitch Vogel, produzione Cinema Center Films, 1969
- As I Lay Dying, tratto da Mentre morivo, regia di James Franco, sceneggiatura di James Franco, interpreti James Franco, Logan Marshall-Green, Richard Jenkins, Danny McBride, 2013